# باربرا آن رينولدز
باربرا آن رينولدز (بالإنجليزية: Barbara Ann Reynolds)‏ هي صحفية أمريكية، ولدت في 17 أغسطس 1942.